# Medaile Za navrácení Krymu
Medaile Za navrácení Krymu (rusky Медаль «За возвращение Крыма») je ruské státní vyznamenání, zřízené 21. března 2014 nařízením Ministerstva obrany Ruské federace číslo 160 a udělované za účast na připojení Krymu k Ruské federaci v roce 2014.

## Historie
Medaile měla být zřízena okamžitě po podpisu ruského prezidenta Vladimira Putina nařízení o připojení Krymské republiky a Sevastopolu k Ruské federaci po tamním referendu. Jako předobraz vzhledu medaile měla posloužit sovětská medaile Za osvobození Krymu, vytvořená roku 1944, avšak nikdy nerealizovaná. Urgentní zakázkou na výrobu stužek pro toto vyznamenání se na svém webu chlubila moskevská firma Russkaja lenta.
První medaile údajně byly uděleny 24. března 2014. Ocenění od ministra obrany Ruské federace Sergeje Šojgua měli obdržet příslušníci ukrajinské speciální jednotky Berkut, ruské námořní pěchoty, důstojníci velitelství Černomořského loďstva a předseda vlády Krymské republiky Sergej Aksjonov.
Vzhledem k tomu, že se na oficiálních stránkách Ministerstva obrany Ruské federace neobjevila zpráva o zřízení této medaile a jediná fotografie ocenění byla odebrána krátce po zveřejnění, uvedla některá média,[která?] že je medaile padělek a zprávy o jejím vzniku novinářská kachna.[zdroj⁠?!] Úřad pro tisk a informace Ministerstva obrany Ruské federace zprávy nijak nekomentoval.
Na fotografiích od roku 2018 má Sergej Šojgu na uniformě připevněnu stužku, která odpovídá tomuto vyznamenání, například zde (v dolní řadě druhá zprava) nebo zde (opět v dolní řadě druhá zprava).

## Vzhled vyznamenání
Podle zveřejněných fotografií by medaile měla být kruhová, na přední straně s vyobrazením reliéfu Krymského poloostrova, v dolní části vychází z pěticípé hvězdy vavřínové ratolesti. Na zadní straně by měl být znázorněn znak Ministerstva obrany Ruské federace a pod ním nápis ЗА ВОЗВРАЩЕНИЕ КРЫМА 20.02.14 — 18.03.14 (ZA NAVRÁCENÍ KRYMU 20.02.14 — 18.03.14). V opisu se nachází nápis МИНИСТЕРСТВО ОБОРОНЫ РОССИЙСКОЙ ФЕДЕРАЦИИ (MINISTERSTVO OBRANY RUSKÉ FEDERACE).
Stuha je oranžovo-bílá s černým lemem na levé straně, červeným na pravé straně a modrým středovým pruhem.